# Volkshochschule Bern
Die Volkshochschule Bern ist eine Schweizer Volkshochschule, die jährlich hunderte von Kursen, Seminaren, Workshops, Vorträgen, Symposien, Foren und Kulturveranstaltungen umfasst. Sie hat ihren Sitz an der Grabenpromenade 3 in Bern.

## Geschichte
1884 wurde der Bernische Hochschulverein gegründet. 1895 wurde auf Anregung von Naum Reichesberg die Bernische Kommission für gemeinverständliche Hochschulvorträge gebildet. 1900 wurde diese Kommission aufgelöst, und die „Veranstaltung von Vorträgen“ wurde durch den Bernischen Hochschulverein fortgeführt.
Am 28. September 1919 wurde an der „Jahresversammlung des Bernischen Hochschulvereins in Biel“ die Kommission für Volkshochschulbestrebungen gebildet, welche die Volkshochschulbewegung im Kanton Bern „fördern und womöglich leiten sollte“. Die Kommission zählte 16 Mitglieder, darunter Emil Bürgi (Präsident), Karl Jaberg, Otto von Greyerz, Karl Hänny und Georg Küffer (Sekretär). Am 6. November 1919 wurde die „Abhaltung der ersten sechs Abendkurse“ beschlossen; am 14. November erfolgte die Ausschreibung dieser Kurse in der Presse. Im Frühjahr 1920 löste sich die Kommission für Volkshochschulbestrebungen vom Bernischen Hochschulverein, und die Volkshochschule Bern begann, sich eigenständig zu organisieren. Am 16. Dezember 1920 wurde der Verein Volkshochschule Bern (VHB) gegründet; erster Präsident war der Bildhauer Karl Hänny.
Seit 1936 wird die „Zusammenarbeit von Hochschule und Volkshochschule durch Ausschüsse der“ Universität Bern und des Volkshochschulvereins besprochen. Am 24. Februar 1939 wurde die „Fusion der Öffentlichen Abendvorlesungen der Universität [Bern] und der Volkshochschule auf der Jahresversammlung des Volkshochschulvereins“ beschlossen; Otto Schreyer wurde Präsident der Volkshochschule, Karl Hänny Ehrenpräsident. Am 8. März 1940 wurden die „Fusionsstatuten an der Jahresversammlung des Volkshochschulvereins“ definitiv angenommen.
1943 wurden die „ersten Volkshochschulen im Kanton Bern ausserhalb der Stadt Bern“ gegründet: 1943 in Langenthal und Thun, 1945 in Interlaken, und 1947 in Biel. 1944 begann der organisatorische Ausbau der Volkshochschule Bern; ein halbtägig besetztes Sekretariat wurde geschaffen. 1946 wurden die „beiden Arbeitsausschüsse A und B durch eine einzige Programmkommission“ ersetzt. 1953/54 eröffnete die Volkshochschule Bern das Zentrum „für Erwachsenenbildung im Schloss Münchenwiler“. Am 14. Dezember 1956 wurden die Satzungen der Volkshochschule Bern revidiert: das Zentrum für Erwachsenenbildung wurde definitiv in die Volkshochschule eingegliedert, und für Münchenwiler wurde eine Verwaltungskommission geschaffen.
Am 10. November 1956 wurden die „Volkshochschulen von Bern, Langenthal, Thun, Interlaken und Biel zur «Vereinigung der Volkshochschulen des Kantons Bern»“ zusammengeschlossen. Durch die Vereinigung wurde die Gründung weiterer Volkshochschulen, die in den Verband aufgenommen wurden, angeregt: 1959 in Huttwil, 1960 im Saanenland, 1962 im Bipperamt, im Obersimmental und in Münsingen, auch in Langnau und Lyss (Jahr unbekannt), 1965 in Schwarzenburg, 1966 im Frutigland, in Brienz und in Burgdorf, 1976 in/im Spiez-Niedersimmental. Präsident der Vereinigung Volkshochschulen Bern war von 1957 bis 1968 Anton Lindgren; seit 1971 war er hauptamtlicher Leiter der Vereinigung.
Von 1958 an fand die planmässige „Einführung von Aufbaukursen («Lehrgängen»)“ statt, „seit 1968 mit freiwilligen Prüfungen“. Seit 1969/70 gab es Zertifikatkurse, „zunächst für Englisch, dann auch für andere Sprachen und für Mathematik“. 1969/70 begann die „Regionalisierung der Volkshochschularbeit im Raume Bern“; Präsident Ernst Grütter leitete die Zusammenarbeit zwischen der Volkshochschule Bern „und den umliegenden Gemeinden“ ein. 1971 wurden die Satzungen der Volkshochschule Bern erneut revidiert: ein vollamtlicher Direktor (Anton Lindgren) und dessen vollamtlicher Adjunkt (Hans Sawerschel) übernahmen die Leitung.
Im Oktober 1972 wurde die Berner Maturitätsschule für Berufstätige gegründet: die Volkshochschule Bern stand „in Arbeitsgemeinschaft mit der Akademikergemeinschaft Zürich“. 1977 wurde der Volkshochschule Bern von der Berner Erziehungsdirektion „als neue Aufgabe die Durchführung von Vorbereitungskursen für die Aufnahmeprüfungen zum Eintritt in die Universität Bern übertragen“ (Hanspeter Mattmüller, Anton Lindgren: Volkshochschule Bern 1919–1979. Volkshochschule Bern, 1979. S. 138–140.)
1979 war Gerhard Räz Präsident der Volkshochschule Bern.